# Morkůvky
Morkůvky (en allemand : Morkuwek, en 1939-1945 : Morkuwetz) est une commune du district de Břeclav, dans la région de Moravie-du-Sud, en République tchèque. Sa population s'élevait à 492 habitants en 2020.

## Géographie
Morkůvky se trouve à 8 km au nord-nord-est de Velké Pavlovice, à 24 km au nord de Břeclav, à 32 km au sud-est de Brno et à 215 km au sud-est de Prague.
La commune est limitée par Klobouky u Brna au nord-ouest et au nord, par Brumovice au nord-est et à l'est, par Kobylí et Němčičky au sud, et par Boleradice à l'ouest.

## Histoire
La première mention écrite de la localité date de 1356.